# Gaspar Claus
Gaspar Claus   (21 d'agost de 1983) és un violoncel·lista, compositor i productor francès. És conegut per la seva aproximació experimental que combina música contemporània, improvisació, tradicions musicals i col·laboracions multidisciplinàries. És també el fundador del segell independent Les Disques du Festival Permanent.

## Biografia
Fill del guitarrista de flamenc Pedro Soler, Gaspar Claus va créixer en un ambient artístic.
Va començar a tocar el violoncel als cinc anys a Banyuls de la Marenda, i va continuar els seus estudis musicals al Conservatori de Perpinyà (1990–2000), així com amb Philippe Muller (1996–2000). Paral·lelament, es va graduar en Filosofia a La Sorbona l'any 2007.

### Col·laboracions i projectes
Des de ben jove, Claus ha desenvolupat una pràctica transversal del violoncel i ha col·laborat amb artistes de diverses disciplines. Treballa sovint amb el seu pare Pedro Soler, especialment als àlbums Barlande (2014) i Al Viento (2016) (InFiné), així com a Serrana (2017) amb la cantaora Inés Bacán.
També ha col·laborat amb la cantant Marion Cousin i amb figures destacades de la música experimental com Serge Teyssot-Gay (Noir Désir), Joëlle Léandre, Casper Clausen (Efterklang) i Aidan Baker.
Amb Christelle Lassort i Carla Pallone, forma el trio de cordes Vacarme.
Ha col·laborat igualment amb artistes internacionals com Bryce Dessner, Jim O’Rourke, Matt Elliott i Sufjan Stevens.
Entre els seus companys de trajecte, destaca el cineasta Vincent Moon, amb qui ha compartit una forta afinitat artística i una exploració comuna de la diversitat musical arreu del món.
El projecte One Night Stand reflecteix la seva passió per les trobades improvisades i multidisciplinàries, reunint artistes de diferents àmbits per a sessions úniques (dues edicions fins ara: París i Berlín).
També participa en creacions escèniques: teatre amb Mathilde Delahaye (Je vous écoute, TNS), performances amb Denis Lavant (Nijinski), dansa amb Mélanie Perrier (Quand j’ai vu mon ombre vaciller), lectures musicals, concerts híbrids, etc.

## Discografia seleccionada

### Àlbums en solitari
- Tancade (2021) – InFiné / Les Disques du Festival Permanent
- 2359 (EP, 2022)
- Scaphandre (EP, 2023)
- Le Fil (2024) – Banda sonora original de la pel·lícula de Daniel Auteuil, selecció oficial (fora de competició) al Festival de Canes
- Un Monde Violent (2025) – Banda sonora original de la pel·lícula de Maxime Caperan

### Projectes col·laboratius
- Barlande (2014) i Al Viento (2016), amb Pedro Soler
- Jo estava que m’abrasava (2016), amb Marion Cousin
- Claus & Clausen (2016), amb Casper Clausen
- Serrana (2017), amb Inés Bacán i Pedro Soler
- Kintsugi / Yoshitsune (2017), amb Serge Teyssot-Gay i Kakushin Nishihara
- Orchard (2018), amb Aidan Baker, Maxime Tisserand i Franck Laurino
- Vacarme (des de 2017), amb Christelle Lassort i Carla Pallone

### Música per a pel·lícules
- Makala (2017), d'Emmanuel Gras — Gran Premi de la Setmana de la Crítica, Festival de Canes
- Vif Argent (2019), de Stéphane Batut — Premi Louis-Delluc, Premi Jean Vigo, selecció ACID Canes
- Kongo (2019), de Hadrien La Vapeur i Corto Vaclav — selecció ACID Canes
- Le Fil (2024), de Daniel Auteuil — selecció oficial fora de competició, Festival de Canes
- Un Monde Violent (2025), de Maxime Caperan — banda sonora composta per Gaspar Claus

## Cinema i documentals
L'any 2023, apareix juntament amb el seu pare Pedro Soler al documental musical Entrañas, dirigit per Thomas Rabillon. La pel·lícula, rodada a la regió d'Albi, segueix la seva relació musical i familiar a través de concerts i trobades. Actualment està disponible a Arte Concert.

## Estil i influències
Gaspar Claus explora els gèneres i tradicions musicals sense jerarquies: música contemporània, flamenc, chanson, noise, electrònica o improvisada. Considera el violoncel com un instrument orgànic, capaç de generar textures sonores complexes. Les seves influències van des de la música culta fins a les tradicions orals i formes experimentals.